# Instytut Geografii i Rozwoju Regionalnego Uniwersytetu Wrocławskiego
Instytut Geografii i Rozwoju Regionalnego Uniwersytetu Wrocławskiego – jednostka dydaktyczno-naukowa  Uniwersytetu Wrocławskiego należąca do struktur Wydziału Nauk o Ziemi i Kształtowania Środowiska UWr.
Instytut Geograficzny rozpoczął działalność naukową i dydaktyczną w 1945 roku. Początkowo Instytut funkcjonował jako jednostka międzywydziałowa, by od 1952 roku uzyskać status instytutu kierunkowego w ramach Wydziału Nauk Przyrodniczych.

## Struktura organizacyjna
- Zakład Geografii Fizycznej
  - Pracownia Gruntoznawcza
  - Pracownia Dendrochronologiczna
- Zakład Geografii Regionalnej i Turystyki
- Zakład Geografii Społeczno – Ekonomicznej
  - Pracownia Demografii i Statystyki
- Zakład Geomorfologii
- Zakład Geoinformatyki i Kartografii
  - Pracownia Historii Kartografii
  - Pracownia Systemów Informacji Geograficznej
  - Laboratorium Bezzałogowych Lotniczych Obserwacji Ziemi
- Zakład Klimatologii i Ochrony Atmosfery
  - Pracownia Metod Modelowania Przestrzennego Środowiska Geograficznego
  - Pracownia Obserwatorium Meteorologiczne
  - Biblioteka Zakładu Klimatologii i Ochrony Atmosfery
- Zakład Zagospodarowania Przestrzennego
- Pracownia Dydaktyki Geografii
- Pracownia Badań Krajobrazu
- Biblioteka Instytutu Geografii i Rozwoju Regionalnego
- Stacja Polarna im. Stanisława Baranowskiego na Spitsbergenie

## Naukowcy związani z IGiRR
- prof. Leszek Baraniecki
- doc. Stanisław Baranowski
- prof. Stanisław Ciok
- dr Janusz Czerwiński
- prof. Julian Czyżewski
- prof. Andrzej Jagielski
- prof. Alfred Jahn
- prof. Aleksander Kosiba
- doc. Helena Leonhard-Migaczowa
- prof. Jan Łoboda
- prof. Władysław Migacz
- prof. Piotr Migoń
- prof. Bolesław Olszewicz
- prof. Władysław Pawlak
- doc. Hieronim Piasecki
- prof. Adam Schmuck
- prof. Stanisław Szczepankiewicz
- prof. Adolf Szponar
- prof. Jan Tomaszewski
- prof. Wojciech Walczak
- prof. Józef Wąsowicz
- prof. Jerzy Wyrzykowski